# Serie A 2011-2012 (calcio femminile)
L'edizione 2011-2012 è stata la quarantacinquesima edizione del campionato italiano di Serie A femminile di calcio.

## Stagione

### Novità
Scende il numero delle regioni italiane rappresentate nella massima serie a 8, due in meno della stagione precedente: Lombardia (quattro squadre), Friuli-Venezia Giulia, Lazio, Veneto (due squadre ciascuna), Emilia-Romagna, Piemonte, Sardegna e Toscana (una squadra ciascuna). Alle retrocesse Südtirol Vintl Damen e Orlandia97 Capo d'Orlando subentrano le neopromosse Milan e Riviera di Romagna.
La Reggiana rinuncia al campionato di Serie A per iscriversi in Serie C regionale ed è stata perciò sostituita con il Como 2000, secondo classificato nel girone B della Serie A2.

### Formula
Il regolamento per questa stagione ha previsto alcune novità in vista dell'allargamento, a partire dalla stagione 2012-2013, a 16 squadre.
Dalla Serie A2 saliranno 5 squadre (le vincitrici dei 4 gironi, più una dopo i play-off tra la 4 seconde classificate), mentre dalla Serie A retrocederanno 3 squadre: l'ultima direttamente, mentre le altre due tramite i play-out (la 10ª contro la 13ª e l'11ª contro la 12ª).
Non si disputeranno i play-out qualora tra le squadre coinvolte dovessero esserci oltre 9 punti di distacco.
Nulla di invariato per l'accesso alla UEFA Women's Champions League: qualificate per la fase finale la vincitrice dello scudetto e la seconda in classifica.

## Squadre partecipanti
| Club               | Stagione | Città            | Stadio                         | Stagione precedente    |
| ------------------ | -------- | ---------------- | ------------------------------ | ---------------------- |
| Bardolino Verona   | dettagli | Verona           | Stadio Aldo Olivieri           | 5º posto in Serie A    |
| Brescia            | dettagli | Brescia          | Centro Sp. Club Azzurri        | 3º posto in Serie A    |
| Chiasiellis        | dettagli | Mortegliano (UD) | Stadio Franco Beltrame         | 8º posto in Serie A    |
| Como 2000          | dettagli | Como             | Stadio Belvedere               | 2º posto in Serie A2/A |
| Firenze            | dettagli | Firenze          | Stadio San Marcellino          | 11º posto in Serie A   |
| Lazio CF           | dettagli | Roma             | C.S. "La Borghesiana"          | 12º posto in Serie A   |
| ACF Milan          | dettagli | Milano           | Campo Sportivo Atletico Milano | 1º posto in Serie A2/A |
| Mozzanica          | dettagli | Mozzanica (BG)   | Stadio Comunale                | 4º posto in Serie A    |
| Riviera di Romagna | dettagli | Cervia (RA)      | Stadio Germano Todoli          | 1º posto in Serie A2/B |
| Roma CF            | dettagli | Roma             | Stadio Danilo Vittiglio        | 6º posto in Serie A    |
| Tavagnacco         | dettagli | Tavagnacco (UD)  | Stadio Comunale                | 2º posto in Serie A    |
| Torino             | dettagli | Torino           | Stadio Primo Nebiolo           | 7º posto in Serie A    |
| Torres             | dettagli | Sassari          | Stadio Vanni Sanna             | Campione d'Italia      |
| Venezia 1984       | dettagli | Venezia          | Comunale di Via Castellana     | 9º posto in Serie A    |

## Allenatori e primatisti
| Squadra            | Allenatore | Giocatrice più presente (tra parentesi il numero delle presenze)                          | Capocannoniere (tra parentesi il numero dei gol segnati) |
| ------------------ | --- | ----------------------------------------------------------------------------------------- | -------------------------------------------------------- |
| Bardolino Verona   | Renato Longega | Stéphanie Öhrström (26)                                                                   | Dayane Rocha (24)                                        |
| Brescia            | Nazzarena Grilli (1ª-25ª) Miro Keci (26ª)                                                                                   | Valentina Boni, Valentina Cernoia, Roberta D'Adda, Giulia Ferrandi, Daniela Sabatino (30) | Daniela Sabatino (22)                                    |
| Chiasiellis        | Fabio Franti | Giulia Domenichetti (26)                                                                  | Michela Zanetti (9)                                      |
| Como 2000          | Mario Manzo | Rita Bertoni (26)                                                                         | Katia Coppola (8)                                        |
| Firenze            | Mario Nicoli | Elisabetta Spina (26)                                                                     | Alia Guagni (12)                                         |
| Lazio              | Roberto Piras (1ª-2ª) Igor Jankole (3ª-26ª)                                                                                 | Carla Couto, Mimma Fazio (25)                                                             | Sara Berarducci (5)                                      |
| Milan              | Mauro Daniel Molina (1ª-6ª) Giuseppe Paolo Mincioni (7ª-15ª) Davide Del Giudice (16ª-19ª) Giuseppe Paolo Mincioni (20ª-26ª) | Alice Cama (25)                                                                           | Federica Laddaga (4)                                     |
| Mozzanica          | Franco Lanzani (1ª-4ª) Paolo Fracassetti (5ª-26ª)                                                                           | Angela Locatelli, Giulia Nasuti, Francesca Sampietro (26)                                 | Chiara Piccinno (10)                                     |
| Riviera di Romagna | Antonio Censi | Elisa Mainardi, Silvia Vicenzi (26)                                                       | Fulvia Dulbecco (7)                                      |
| Roma               | Selena Mazzantini | Alessandra Barreca, Eleonora Bischi, Elena Proietti (25)                                  | Maria Ilaria Pasqui (4)                                  |
| Tavagnacco         | Marco Rossi | Tatiana Bonetti (26)                                                                      | Paola Brumana (16)                                       |
| Torino             | Eraldo Nicco | Manuela Bosi, Elisabetta Parodi, Federica Russo, Cecilia Salvai, Simona Sodini (26)       | Simona Sodini (15)                                       |
| Torres             | Salvatore Arca | Silvia Fuselli, Sandy Iannella, Sandy Maendly, Giorgia Motta (26)                         | Patrizia Panico (28)                                     |
| Venezia 1984       | Walter Bedin (1ª-8ª) Andrea Baldin (9ª-26ª)                                                                                 | Federica Chinello, Giulia Lotto, Ina Rusu (25)                                            | Sara Capovilla (6)                                       |

## Classifica finale
|  | Pos. | Squadra            | Pt | G  | V  | N | P  | GF | GS | DR  |
|  | ---- | ------------------ | -- | -- | -- | - | -- | -- | -- | --- |
|  | 1.   | Torres             | 66 | 26 | 21 | 3 | 2  | 83 | 11 | +72 |
|  | 2.   | Bardolino Verona   | 64 | 26 | 21 | 1 | 4  | 66 | 21 | +45 |
|  | 3.   | Tavagnacco         | 62 | 26 | 19 | 5 | 2  | 78 | 20 | +58 |
|  | 4.   | Brescia            | 58 | 26 | 18 | 4 | 4  | 69 | 27 | +42 |
|  | 5.   | Mozzanica          | 43 | 26 | 12 | 7 | 7  | 44 | 38 | +6  |
|  | 6.   | Torino             | 40 | 26 | 13 | 1 | 12 | 42 | 43 | -1  |
|  | 7.   | Chiasiellis        | 34 | 26 | 9  | 8 | 9  | 40 | 43 | -3  |
|  | 8.   | Como 2000          | 29 | 26 | 7  | 8 | 11 | 26 | 40 | -14 |
|  | 9.   | Firenze            | 26 | 26 | 7  | 5 | 14 | 30 | 47 | -17 |
|  | 10.  | Riviera di Romagna | 24 | 26 | 6  | 6 | 14 | 17 | 45 | -28 |
|  | 11.  | Lazio CF           | 22 | 26 | 7  | 1 | 15 | 20 | 60 | -40 |
|  | 12.  | Venezia 1984       | 20 | 26 | 4  | 8 | 14 | 27 | 52 | -25 |
|  | 13.  | ACF Milan          | 12 | 26 | 2  | 6 | 18 | 15 | 60 | -45 |
|  | 14.  | Roma CF            | 9  | 26 | 0  | 9 | 17 | 20 | 70 | -50 |

Legenda:
      Campione d'Italia e ammessa alla UEFA Women's Champions League 2012-2013.
      Ammessa alla UEFA Women's Champions League 2012-2013.
 Ammesse al play-out salvezza.
      Retrocesse in Serie A2 2012-2013.
Note:
Tre punti a vittoria, uno a pareggio, zero a sconfitta.

## Risultati

### Calendario
Di seguito si riporta il calendario della competizione.
| Andata     | 1ª Giornata         | Ritorno     |
| 8 ott 2011 |                     | 11 feb 2012 |
| 0-3        | Chiasiellis-Brescia | 1-2         |
| 2-2        | Como-Tavagnacco     | 1-5         |
| 0-1        | Firenze-Lazio       | 1-0         |
| 0-3        | Milan-Torino        | 0-2         |
| 1-2        | Mozzanica-Bardolino | 0-3         |
| 1-2        | Roma-Venezia        | 1-1         |
| 3-0        | Torres-R. Romagna   | 2-0         |

| Andata     | 4ª Giornata           | Ritorno     |
| 1 nov 2011 |                       | 11 mar 2012 |
| 4-0        | Bardolino-Firenze     | 3-0         |
| 1-0        | Brescia-Milan         | 4-0         |
| 2-2        | Chiasiellis-Roma      | 2-2         |
| 0-3        | Lazio-Torres          | 0-11        |
| 1-1        | R. Romagna-Tavagnacco | 0-4         |
| 1-0        | Torino-Mozzanica      | 0-1         |
| 1-1        | Venezia-Como          | 1-3         |

| Andata      | 7ª Giornata           | Ritorno    |
| 26 nov 2011 |                       | 7 apr 2012 |
| 0-0         | Como-Firenze          | 2-0        |
| 0-3         | Milan-Bardolino       | 1-0        |
| 2-0         | Mozzanica-Chiasiellis | 3-1        |
| 1-0         | R. Romagna-Lazio      | 0-1        |
| 1-1         | Tavagnacco-Brescia    | 2-0        |
| 2-1         | Torino-Venezia        | 1-3        |
| 3-1         | Torres-Roma           | 4-1        |

| Andata      | 10ª Giornata           | Ritorno     |
| 14 gen 2012 |                        | 28 apr 2012 |
| 1-1         | Bardolino-Venezia      | 1-0         |
| 6-0         | Brescia-R. Romagna     | 4-0         |
| 2-0         | Chiasiellis-Tavagnacco | 0-5         |
| 1-1         | Firenze-Mozzanica      | 1-3         |
| 0-1         | Lazio-Torino           | 1-2         |
| 0-2         | Milan-Torres           | 0-8         |
| 1-2         | Roma-Como              | 1-1         |

| Andata     | 13ª Giornata        | Ritorno     |
| 4 feb 2012 |                     | 19 mag 2012 |
| 2-1        | Bardolino-Como      | 4-0         |
| 1-3        | Lazio-Brescia       | 0-8         |
| 0-5        | Mozzanica-Torres    | 2-2         |
| 3-0        | R. Romagna-Roma     | 0-0         |
| 2-0        | Tavagnacco-Milan    | 4-1         |
| 4-4        | Torino-Firenze      | 4-0         |
| 3-3        | Venezia-Chiasiellis | 2-2         |

| Andata      | 2ª Giornata           | Ritorno     |
| 15 ott 2011 |                       | 18 feb 2012 |
| 2-1         | Bardolino-Chiasiellis | 3-1         |
| 2-0         | Brescia-Firenze       | 3-0         |
| 0-0         | Lazio-Roma            | 2-1         |
| 0-0         | R. Romagna-Como       | 0-1         |
| 4-0         | Tavagnacco-Mozzanica  | 5-1         |
| 0-3         | Torino-Torres         | 0-3         |
| 1-1         | Venezia-Milan         | 2-1         |

| Andata     | 5ª Giornata        | Ritorno     |
| 5 nov 2011 |                    | 17 mar 2012 |
| 1-1        | Como-Brescia       | 1-6         |
| 1-4        | Milan-Firenze      | 0-3         |
| 1-0        | Mozzanica-Lazio    | 6-1         |
| 0-2        | R. Romagna-Torino  | 2-3         |
| 5-2        | Tavagnacco-Venezia | 1-1         |
| 0-5        | Roma-Bardolino     | 1-8         |
| 1-1        | Torres-Chiasiellis | 3-0         |

| Andata     | 8ª Giornata        | Ritorno     |
| 3 dic 2011 |                    | 14 apr 2012 |
| 3-0        | Bardolino-Torino   | 1-0         |
| 3-1        | Brescia-Mozzanica  | 2-2         |
| 1-1        | Chiasiellis-Como   | 0-0         |
| 1-6        | Firenze-Torres     | 0-2         |
| 0-1        | Lazio-Tavagnacco   | 0-4         |
| 1-1        | Roma-Milan         | 1-1         |
| 0-1        | Venezia-R. Romagna | 0-1         |

| Andata      | 11ª Giornata       | Ritorno    |
| 21 gen 2012 |                    | 5 mag 2012 |
| 0-3         | Como-Torres        | 0-3        |
| 1-2         | Lazio-Bardolino    | 1-3        |
| 0-0         | Mozzanica-Milan    | 1-1        |
| 1-1         | R. Romagna-Firenze | 2-1        |
| 6-1         | Tavagnacco-Roma    | 6-1        |
| 0-3         | Torino-Chiasiellis | 1-2        |
| 1-5         | Venezia-Brescia    | 1-1        |

| Andata      | 3ª Giornata          | Ritorno     |
| 29 ott 2011 |                      | 25 feb 2012 |
| 1-2         | Como-Torino          | 0-2         |
| 3-1         | Firenze-Chiasiellis  | 1-1         |
| 2-0         | Milan-Lazio          | 1-2         |
| 2-2         | Mozzanica-R. Romagna | 2-0         |
| 0-1         | Roma-Brescia         | 0-2         |
| 3-1         | Tavagnacco-Bardolino | 3-4         |
| 1-0         | Torres-Venezia       | 3-0         |

| Andata      | 6ª Giornata          | Ritorno     |
| 12 nov 2011 |                      | 24 mar 2012 |
| 5-0         | Bardolino-R. Romagna | 1-0         |
| 1-4         | Brescia-Torres       | 1-4         |
| 2-0         | Chiasiellis-Milan    | 4-1         |
| 5-0         | Firenze-Roma         | 2-0         |
| 1-0         | Lazio-Como           | 0-2         |
| 0-2         | Torino-Tavagnacco    | 1-5         |
| 1-6         | Venezia-Mozzanica    | 1-2         |

| Andata     | 9ª Giornata            | Ritorno     |
| 7 gen 2012 |                        | 21 apr 2012 |
| 2-0        | Como-Milan             | 4-0         |
| 2-1        | Mozzanica-Roma         | 1-1         |
| 0-3        | R. Romagna-Chiasiellis | 0-1         |
| 3-0        | Tavagnacco-Firenze     | 2-0         |
| 0-3        | Torino-Brescia         | 3-4         |
| 0-1        | Torres-Bardolino       | 4-0         |
| 0-3        | Venezia-Lazio          | 1-2         |

| Andata      | 12ª Giornata      | Ritorno     |
| 28 gen 2012 |                   | 12 mag 2012 |
| 2-0         | Brescia-Bardolino | 0-4         |
| 3-1         | Chiasiellis-Lazio | 3-2         |
| 0-1         | Como-Mozzanica    | 0-3         |
| 0-1         | Firenze-Venezia   | 2-0         |
| 0-1         | Milan-R. Romagna  | 2-2         |
| 0-2         | Roma-Torino       | 1-5         |
| 0-0         | Torres-Tavagnacco | 0-2         |

## Play-out
|          | Risultati |              | Luogo e data   |  |
| -------- | --------- | ------------ | -------------- |  |
| Lazio CF | 0 - 1     | Venezia 1984 | 26 maggio 2012 |  |
|          |           |              |                |  |

## Statistiche

### Record
- Maggior numero di vittorie: Torres e Bardolino Verona (21)
- Minor numero di sconfitte: Torres e Tavagnacco (2)
- Migliore attacco: Torres (83 gol fatti)
- Miglior difesa: Torres (11 gol subiti)
- Miglior differenza reti: Torres (+72)
- Maggior numero di pareggi: Roma (9)
- Minor numero di pareggi: Lazio, Torino, Bardolino Verona (1)
- Minor numero di vittorie: Roma (0)
- Maggior numero di sconfitte: Milan (18)
- Peggiore attacco: Milan (15 gol fatti)
- Peggior difesa: Roma (70 gol subiti)
- Peggior differenza reti: Roma (-50)
- Miglior serie positiva: Torres (15 risultati utili consecutivi, dalla 10ª alla 24ª giornata)
- Peggior serie negativa: Milan (8 sconfitte consecutive, dalla 12ª alla 19ª giornata)
- Partita con più reti: Torres - Torino 11-0 (11)
- Partita con maggiore scarto di gol: Torres - Torino 11-0 (11)
- Maggior numero di reti in una giornata: 36 (18ª)
- Minor numero di reti in una giornata: 11 (12ª giornata)

### Classifica marcatrici
| Gol | Rigori |  | Giocatore          | Squadra          |
| --- | ------ |  | ------------------ | ---------------- |
| 29  | 1      |  | Patrizia Panico    | Torres           |
| 24  |        |  | Dayane Rocha       | Bardolino Verona |
| 22  | 1      |  | Daniela Sabatino   | Brescia          |
| 17  | 2      |  | Melania Gabbiadini | Bardolino Verona |
| 16  |        |  | Paola Brumana      | Tavagnacco       |
| 15  |        |  | Silvia Fuselli     | Torres           |
| 14  | 4      |  | Valentina Boni     | Brescia          |
| 14  | 3      |  | Simona Sodini      | Torino           |
| 13  |        |  | Sandy Iannella     | Torres           |
| 13  |        |  | Penelope Riboldi   | Tavagnacco       |
| 12  | 2      |  | Alia Guagni        | Firenze          |
| 11  |        |  | Giulia Ferrandi    | Brescia          |
| 10  |        |  | Barbara Bonansea   | Torino           |
| 10  |        |  | Tatiana Bonetti    | Tavagnacco       |
| 10  |        |  | Chiara Piccinno    | Mozzanica        |